# Aneta Stodólna
Aneta Stodólna (ur. 20 marca 1984 w Ostródzie) – polska fizyk.

## Życiorys
W latach 2003-2008 studiowała fizykę techniczną na Politechnice Gdańskiej. W 2008 roku podjęła pracę na Katolickim Uniwersytecie Lowańskim. W 2009 roku rozpoczęła prace nad przygotowaniem rozprawy doktorskiej w Instytucie Fizyki Atomowej i Molekularnej w Amsterdamie. W 2014 roku obroniła rozprawę doktorską na temat mikroskopii jonizacyjnej na Uniwersytecie im. Radbouda w Nijmegen. Od 2018 roku pracuje jako fizyk plazmowy w Holenderskiej Organizacji Nauk Stosowanych.

## Osiągnięcia naukowe
Zespół Stodólnej został pierwszym, który stworzył zdjęcie wnętrza atomu wodoru obrazujące położenie elektronów. W 2013 roku przy użyciu mikroskopu kwantowego, wykorzystując promienie laserowe do jonizacji atomów i śledzenia ich elektronów z punktu interakcji z jonizowanymi fotonami wracającymi do detektora, stworzyła obraz pojedynczych orbit elektronów. Takie odwzorowanie pozwoliło na zbudowanie chmury prawdopodobieństwa dla atomu wodoru. Prowadzone przez Stodólską badania nad laserową spektroskopią jonizacyjną atomów helu i wodoru pozwoliły bezpośrednio zaobserwować funkcje falowe elektronów w tych atomach i zobrazować orbity elektronów. Badania te potwierdziły, że budowa atomu jest zgodna z przewidywaniami mechaniki kwantowej.
Eksperyment Anety Stodólnej znalazł się w dziesiątce najważniejszych odkryć nagrody 2013 Breakthrough of The Year magazynu Physics World.